# Dziewczynka z kanarkiem
Dziewczynka z kanarkiem (także Ulubieniec lub Dziewczynka karmiąca kanarka) – powstały ok. 1878 obraz autorstwa polskiego malarza Leopolda Löfflera.

## Historia
W 1877 Leopold Löffler wyjechał do Krakowa na zaproszenie Jana Matejki. Przez dwadzieścia lat pełnił funkcję profesora malarstwa z natury i aktu akademickiego w Szkole Sztuk Pięknych. Jego uczniami byli m.in. Włodzimierz Tetmajer i Stanisław Wyspiański. Wiadomo, że w 1878 obraz Löfflera kupił Czesław Kieszkowski. W 1928 Dziewczynkę z kanarkiem nabył dla Muzeum Śląskiego, w jednym z krakowskich antykwariatów, dyrektor Tadeusz Dobrowolski. W 1939 ewakuowano zbiory muzealne w dwóch transportach, nie wiadomo, czy obraz znajdował się w którymś z transportów. Po zajęciu Katowic Niemcy przenieśli część zbiorów do Muzeum bytomskiego. Być może obraz nigdy nie opuścił Górnego Śląska. Po II wojnie światowej stwierdzono jego zaginięcie.
Odzyskany ze zbiorów prywatnych w 2015 roku, obraz prezentowany jest w Muzeum Śląskim, w galerii sztuki polskiej 1800-1945.

## Opis
Löffler przedstawił wspinającą się na palce dziewczynkę, która w dosyć nietypowy sposób karmi wyglądającego z klatki ptaszka.